# Utopians
Utopians fue una banda de rock de Argentina de estilo indie, garage y alternativo, formada en la Ciudad de Buenos Aires en el año 2005, e integrada Bárbara Recanati (voz y guitarra), Gustavo Fiocchi (Guitarra y coros), Mario Romero (bajo) y Tomás Molina Lera (batería).
El estilo e influencias musicales de Utopians están basados en artistas de los años setenta, como Talking Heads, Iggy Pop, Patti Smith, Televisión, entre otros.

## Historia

### Inhuman

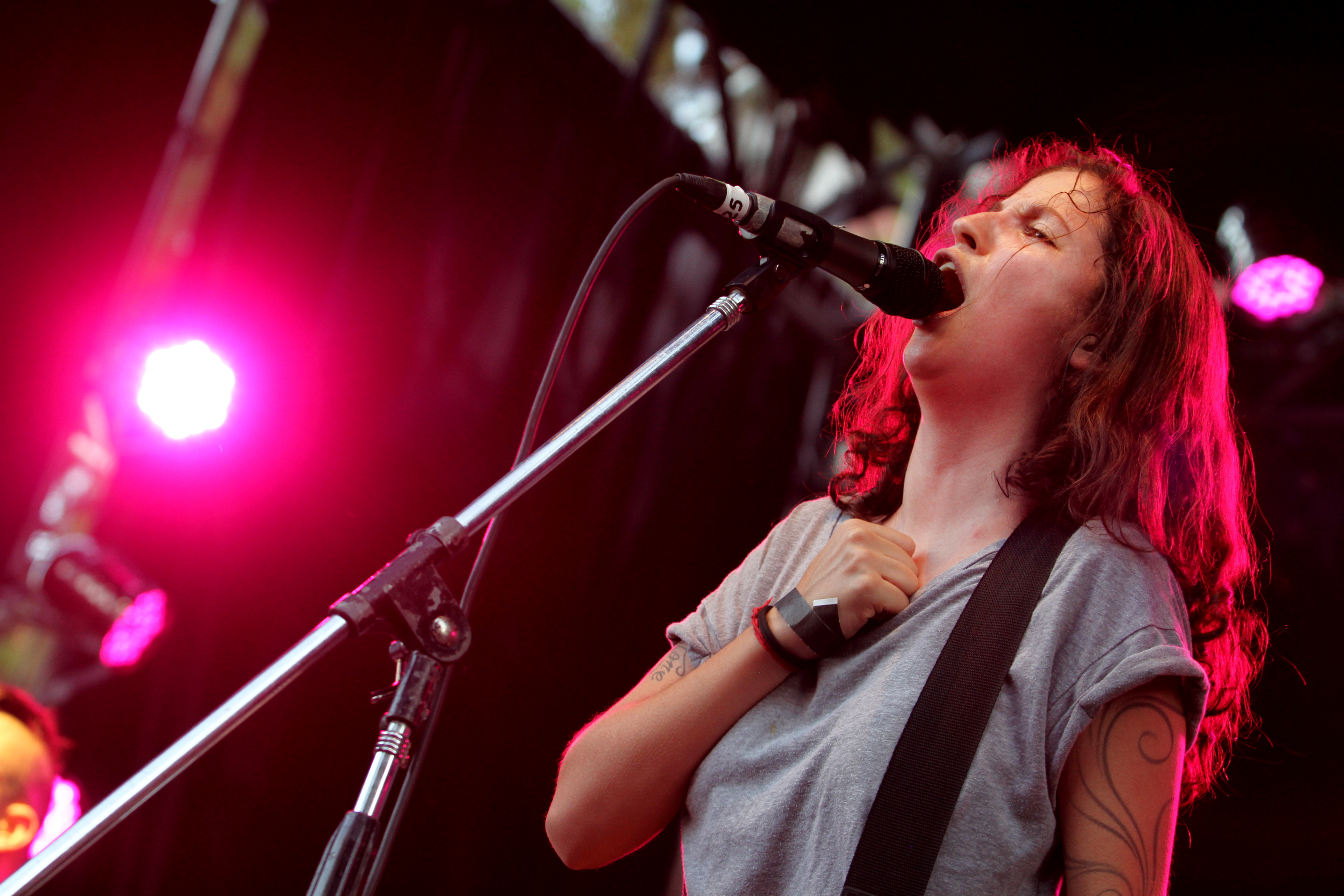
Bárbara Recanati, vocalista de la banda.

Tras editar dos EPs con ventas limitadas, en el año 2007 la banda edita su primer trabajo discográfico de larga duración, titulado Inhuman, a través de Ganja Records en Chile y No Fun Records en Estados Unidos y en otras ciudades del mundo, donde se editarían en formato digital y físico. Tras la salida de este primer álbum de estudio, la banda realizaría presentaciones en ciudades importantes como Berlín, Londres, Chemnitz, Norwich, Madrid, Barcelona, Bilbao, Bordeaux, París, Santiago de Chile, Montevideo y otros ciudades de Argentina en formato acústico y eléctrico. Este trabajo fue grabado completamente en inglés.

### Freak
En el año 2010, el grupo lanzó su segundo disco de estudio, titulado Freak, grabado en Chile por el ingeniero de sonido Pablo Giadach. El primer corte de difusión de esta placa fue «Come Baby», que contó con un video dirigido por el director Sebastián de Caro, junto a la comediante Malena Pichot y el periodista Clemente Cancela entre el reparto. El segundo corte de difusión de esa placa fue la canción «Allá voy»; cuya letra está inspirada en un amor fugaz que tuvo su cantante, durante un viaje a Chile. Ese mismo año se presentaron en el Hot Festival y en el 2011 pisaron el escenario del Cosquín Rock y telonearon a la banda británica The Cult en el Quilmes Rock. Este disco fue, a excepción de «Come Baby» y «Allá voy», grabado completamente en inglés.

### Trastornados
En el año 2012 grabaron su tercer álbum de estudio, titulado Trastornados, que fue producido en tan solo dos meses. Gracias a este material, la banda salió del circuito underground y ganaron una nominación como Mejor producción del año en la edición de los Premios Carlos Gardel de 2013 y varios puestos número 1 juntos a sus cuatro videos clips promocionales: «Gris», «Trastornados», «Esas cosas» y «Estación» (los tres últimos dirigidos nuevamente por Sebastián de Caro). Con este disco la banda comenzó a aparecer en los festivales de rock más importantes del país como Cosquín Rock, Pepsi Music, Quilmes Rock, Personal Fest, Movistar Free Music, Budweiser On The Road, Hot Festival, etcétera. También tuvieron la oportunidad de actuar de teloneros para artistas como The Cure en el Estadio de River Plate y Guns N' Roses en el Estadio Ciudad de La Plata.

### Vándalo
En el año 2014 editaron su cuarto disco, Vándalo, que cuenta con un total de once canciones y fue grabado entre febrero y marzo por Eduardo Bergallo y Hernán Agrasar, en los estudios Sonic Ranch, situado en Texas; donde también se han gestado trabajos de artistas como Yeah Yeah Yeahs, Enrique Bunbury, Cannibal Corpse, Animal Collective, Billy Gibbons, entre otros. Los primeros cortes de difusión de esta placa fueron las canciones «Algo mejor», «Nada bueno», «A veces» y «Desde lejos».
A mediados de noviembre de 2015 se aleja de la formación el baterista cofundador Larry Fus por motivos personales. Tras la salida de Fus ingresa a la banda Tomás Molina Lera (baterista del grupo Les Mentettes).

### Todos nuestros átomos
A mediados de junio de 2016, los miembros de la banda anunciaron que preparaban un nuevo material de estudio, titulado Todos nuestros átomos, y que fue publicado oficialmente el 9 de septiembre del mismo año. Este material fue grabado por Álvaro Villagra y producido por Jimmy Ripp, guitarrista de Televisión
El 26 de septiembre de 2017, la banda fue nominada a los Premios Grammy Latinos por Todos nuestros átomos en la categoría "Mejor Álbum de Rock". Tras la noticia, la banda atravesó un escándalo cuando dos días más tarde su guitarrista y cofundador, Gustavo Fiocchi, fue acusado de cometer acoso sexual a dos chicas menores de edad, admiradoras de la banda. El músico confesó que había mantenido conversaciones vía chat y donde mandaba mensajes de fuerte contenido sexual a dos chicas; motivo por el cual la vocalista de la banda, Bárbara Recanati, decidió desvincularlo de la agrupación definitivamente.

### Separación de la banda

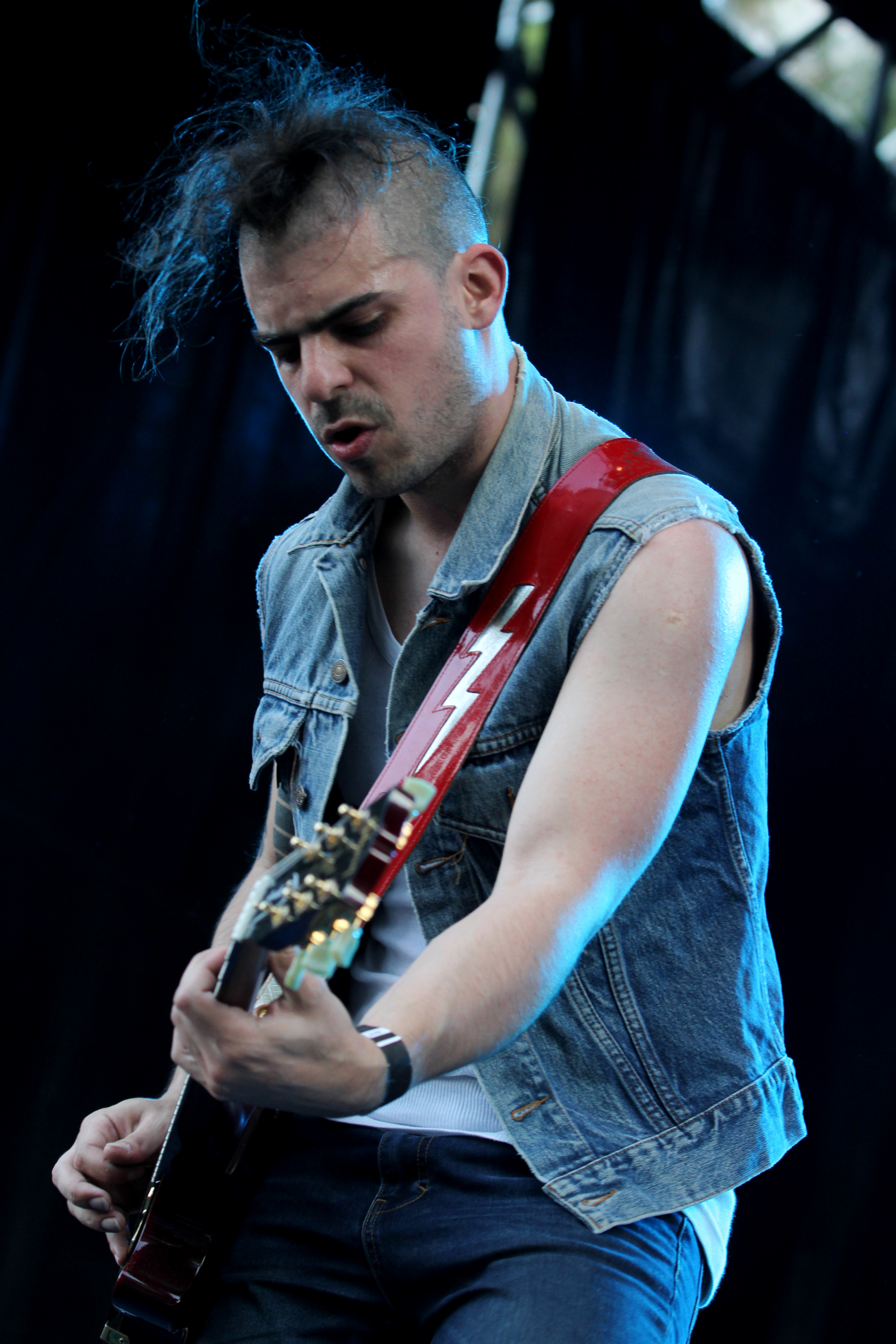
Gustavo Fiocchi en 2014. Tras una serie de denucias en su contra por acoso sexual, su compañera Bárbara Recanati lo expulsó de la agrupación en 2017.

La banda tomó la decisión de separarse luego de que salieran a la luz denuncias de acoso sexual contra su guitarrista Gustavo Fiocchi.
El músico fue separado al momento en que se conoció la noticia por la líder de la banda Bárbara Recanati, quien en ese momento compartió en su cuenta de Instagram el siguiente mensaje:

«Como mujer antes que música, siempre hablo de esto e insisto en que sin importar las dudas siempre hay que pararse del lado de las pibas. Hoy me toca ver a mi mejor amigo arrepentido asumiendo su culpa. Y me toca tomar la decisión de tener que desvincularlo del grupo».
«Decidimos cerrar esta etapa para poder dar comienzo a una nueva. Agradecemos a todos nuestros amigos y cada persona que nos acompañó en estos más de 10 años y esperamos encontrarnos en nuevos caminos.»
Bárbara Recanati en Instagram

La decisión llega en lo que era, hasta ese momento, el mejor momento de la banda desde su formación en 2005. Apenas días antes de que se dieran a conocer las acusaciones contra Fiocchi el disco Todos nuestros átomos (2016) había sido nominado a un Grammy Latino en la categoría Mejor Álbum de Rock. 
Utopians anunció su separación luego de tocar en el Personal Fest el 12 de noviembre de 2017.

## Influencias y estilo de la banda
El estilo marcado por la banda pasa por géneros como el rock alternativo, el garage rock, el indie rock y punk rock y sus influencias pasan principalmente por artistas de Nueva York de mediados de los años setenta, como Patti Smith, Iggy Pop, Big Star, Televisión, Talking Heads y Tom Petty. También se encuentran influencias de artistas británicos como Joy Division, Siouxsie Sioux, The Clash, PJ Harvey y The Jesus and Mary Chain. La corriente de la era grunge y noise rock se halla en artistas como Jeff Buckley, Nirvana y Sonic Youth. Los miembros de la banda han declarado que no tienen muchas influencias de músicos de Argentina; sin embargo entre los artistas locales sus máximas influencias, son bandas y solistas como Sumo, Massacre, Los Fabulosos Cadillacs, Divididos, Los Ratones Paranoicos, Fun People, Charly García y Luis Alberto Spinetta.
Sobre sus composiciones han declarado que: "Arrancamos esto desde el colegio y a medida que vamos creciendo, las canciones se van acoplando a nosotros. Cuando grabamos el primer disco éramos cuatro personas muy diferentes a las de hoy, por eso la música inevitablemente es diferente".

## Integrantes

### Última formación
- Bárbara "Barbie" Recanati: guitarrista y voz.[32]
- Lula Bertoldi: guitarrista y coros
- Tómas Molina Lera: batería
- Mario Luis Romero: bajo y coros

### Exintegrantes
- Gustavo Alejandro Fiocchi: guitarra y coros
- Martín Rodrigo "Larry Fus" Fuscaldo: batería

## Discografía
- Factory I (EP, 2005)
- Factory II (EP, 2006)
- Inhuman (2007)
- Freak (2010)
- Trastornados (2012)
- Vándalo (2014)
- Todos nuestros átomos (2016)

## Videografía
| Canción               | Álbum               |
| --------------------- | ------------------- |
| Come Baby (en Berlín) | Freak (2010)        |
| Allá voy              | Freak (2010)        |
| Gris                  | Trastornados (2012) |
| Trastornados          | Trastornados (2012) |
| Esas cosas            | Trastornados (2012) |
| Estación              | Trastornados (2012) |
| Algo mejor            | Vándalo (2014)      |
| Nada bueno            | Vándalo (2014)      |
| A veces               | Vándalo (2014)      |
| Desde lejos           | Vándalo (2014)      |

## Premios y nominaciones

### Premios Gardel
| Año  | Trabajo nominado | Categoría                | Resultado |
| ---- | ---------------- | ------------------------ | --------- |
| 2013 | «Trastornados»   | Mejor producción del año | Nominado  |

### Premios Grammy Latinos
| Año  | Trabajo nominado        | Categoría           | Resultado |
| ---- | ----------------------- | ------------------- | --------- |
| 2017 | «Todos nuestros átomos» | Mejor Álbum de Rock | Nominado  |